# Rotaract Club
Rotaract ist die Jugendorganisation der internationalen Rotary-Bewegung. Dabei handelt es sich um einen international verbreiteten Service-Club (Wohltätigkeitsverein) für Menschen ab 18 Jahren. Die Organisation ist neben Rotary Mitglied von Rotary International, welche die Ideale humanitäre Dienste, Einsatz für Frieden und Völkerverständigung sowie „Dienstbereitschaft im täglichen Leben“ vertreten. Im deutschsprachigen Raum nennen sich seine Mitglieder Rotaracter.
Auch andere Service-Organisationen, wie z. B. der Lions Club, haben einen Club für junge Erwachsene gegründet, um ihre karitativen Ziele weiter zu fördern.

## Organisation
Rotaract wurde in den 1960er-Jahren von Rotary International gegründet. Ziel von Rotaract ist es, die Anerkennung ethischer Grundsätze als Bestandteil einer beruflichen Verantwortung unter jungen, aktiven Erwachsenen zu fördern. Die Clubs pflegen Freundschaft, führen ein Vortragswesen durch, diskutieren aktuelle Themen und organisieren und führen Sozialaktionen durch. Wie Rotary möchte damit auch Rotaract die Verständigung und den Frieden unter den Völkern fördern. Rotaracter schließen untereinander Kontakte im Rahmen von regionalen (Distrikt), nationalen und internationalen Treffen und Clubpartnerschaften.
Rotaract ist eine Wortschöpfung aus Rotary in Action.
Die Vorstände der Clubs werden jedes Jahr neu gewählt. Dies soll für eine ständige Neubelebung und zu größerer Vielfalt führen. Außerdem sollen dadurch die einzelnen Clubmitglieder kontinuierlich lernen, Verantwortung zu tragen und sich jedes Jahr in neuen Rollen üben.
Jeder Rotaract-Club in Deutschland gestaltet sein eigenes Clubleben, das an den drei rotaractischen Säulen „Lernen – Helfen – Feiern“ orientiert ist.
Mitglied kann jeder werden, der sich den Idealen von Rotaract verbunden fühlt. Auf Anfrage kann man bei den Treffen der Clubs zu Gast sein und sich am Clubleben beteiligen.
Mitglieder können sich im Rahmen einer sogenannten Pastmitgliedschaft ihrem Club nach Ausscheiden weiterhin verbunden bleiben. Während der Großteil des rotaractischen Lebens im Club selbst stattfindet, gibt es im rotarischen Jahr aber auch viele Möglichkeiten, Rotaract-Mitglieder anderer Clubs zu treffen. Neben Aktivitäten, die von mehreren Clubs gleichzeitig durchgeführt werden, sind besonders erwähnenswert die vielen Charterfeiern (Club-Geburtstage) und die jährlich stattfindende Deutschland-Konferenz, zu der über tausend Rotaract-Mitglieder aus ganz Deutschland zusammenkommen.
In Deutschland engagieren sich derzeit über 3.300 Mitglieder in 190 Clubs (Stand: Juli 2022). Weltweit sind es fast 11.000 Clubs mit ca. 200.000 Rotaract-Mitgliedern in 180 Ländern und ca. 11.000 Clubs.
Jeder Rotaract Club wird in Patenschaft eines oder mehrerer Rotary oder Rotaract Clubs gegründet. Die Clubs pflegen ein partnerschaftliches Verhältnis. Der Rotaract Club kann sich unabhängig entfalten und sein Clubleben im Rahmen der rotarischen Idee selbstständig gestalten.

### Die „drei Säulen“
Jeder Rotaract Club organisiert ein Programm, das neben regelmäßigen Veranstaltungen zahlreiche Möglichkeiten für die Umsetzung sozialer Projekte und die persönliche Weiterentwicklung bietet. Dabei verbindet die Clubs bei der Erstellung des Programms das Motto „Lernen, Helfen, Feiern“.
Lernen umfasst insbesondere von Mitgliedern oder Externen gestaltete Vorträge oder Firmenbesichtigungen. Außerdem gehören Besuche von Ausstellungen, Konzerten oder Theatern dazu. Gelegentlich werden die Rotaracter auch zu den Vorträgen bei den Rotary Clubs (ihren Patenclubs) eingeladen. Weltweit gibt es durch Rotary International angebotene Seminare und Workshops, Group-Study-Exchanges sowie Austauschjahre zum Kennenlernen anderer Kulturen und zum Pflegen von Freundschaften.
Der Gedankenaustausch mit führenden und inspirierenden Persönlichkeiten in der Gesellschaft geht einher mit der Entwicklung von Führungsqualitäten (Leadership Development) und beruflichen Fähigkeiten. Dies wird durch die Übernahme von Verantwortungen bei sozialen Projekten, der Organisation von Veranstaltungen oder der Arbeit in Gremien ermöglicht.
Helfen bezieht sich auf Projekte oder Veranstaltungen wie z. B. BeeAlive oder Menstruation. Die Rotaract-Mitgliedern gesammelten Spenden gehen an Menschen, die Unterstützung benötigen. Ein Projekt ist die Aktion „Kauf eins Mehr“ in Supermärkten, wo Kunden gebeten werden, für den guten Zweck ein Produkt mehr zu kaufen und bei den Rotaract-Mitgliedern abzugeben. Die eingesammelten Waren werden hauptsächlich den Tafeln vor Ort oder anderen Bedürftigen übergeben. Besonders zur Weihnachtszeit werden oft Geschenke gepackt für Kinder in armen Ländern oder Waisenheimen. Weiterhin gibt es Benefizveranstaltungen, oft gemeinsam mit den rotarischen Patenclubs. Hierzu zählt auch das Verkaufen von Glühwein und selbst gebackenen Plätzchen an Weihnachtsmarktständen. Man unterscheidet zwischen regionalen Projekten vor Ort, distriktsweiten Aktionen, Projekte deutschlandweit wie die Bundessozialaktionen und internationalen Projekten wie die Ausrottung von Polio ("End Polio Now") gemeinsam mit Rotary International.
Feiern findet auf allen Ebenen statt. Es gibt z. B. Charterfeiern, Weihnachtsfeiern oder Benefizpartys. Wichtig bei Rotaract ist neben Weiterbildung und sozialem Engagement der Zusammenhalt und die Freundschaft im Club.
Rotaracter treffen sich auf Distriktskonferenzen, Deutschlandskonferenzen, europäischen Konferenzen (EuCo, REM) und World-Conventions.

## Soziales Engagement
Die Clubs sind in der Gestaltung ihres sozialen Engagements völlig frei. Viele Clubs betreuen Waisenhäuser und Altersheime. Es gibt aber auch von Rotaract Deutschland angebotene Projekte, an denen sich die Clubs beteiligen können. Exemplarische Beispiele:
(1.) Die Bundessozialaktion wird vom Rotaract Deutschland e. V. organisiert und koordiniert und von den Rotaract Clubs durch Fundraising oder eigene Projekte unterstützt.
Die deutschen Distrikte unterstützen die Kids- und YouthCamp Projekte des Urlaubskinder e. V. Das erste KidsCamp wurde von Rotaract im Mai 2008 in Heilbronn zum vierzigsten Geburtstag von Rotaract ins Leben gerufen. Das KidsCamp ist ein Projekt für Kinder, für die Urlaub und eine gleichgestellte Teilhabe am gesellschaftlichen Leben nicht möglich ist. Bei den Camps erleben die Kinder einige Tage abseits des Alltags und möglicher Sorgen. Dabei sollen sie Freude, Teamgeist und Freundschaft erleben. Seit 2008 ist das Projekt kontinuierlich gewachsen, im Jahr 2019 gab es 15 KidsCamps im deutschsprachigen Raum mit mehr als 1000 Kindern. Das Projekt wird durch den Urlaubskinder e. V. durchgeführt und von Rotaract-Mitgliedern unterstützt.
(2.) In Zusammenarbeit mit der Tafel wurde die „Kauf eins mehr!“-Aktion entwickelt. Dazu werden die Menschen in Supermärkten gebeten, ein Teil mehr zu kaufen und der Tafel zu spenden. Die Tafel versorgt regelmäßig ca. 1.000.000 bedürftige Personen.
Der Rotaract Deutschland e. V. lässt jedes Jahr durch die deutschen Rotaract Clubs eine Bundessozialaktion wählen, die dann durch eine Vielzahl an Clubs umgesetzt wird. In den vergangenen Jahren haben die Rotaract Clubs Aktionen rund um die Förderung von Chancengleichheit für Menstruierende im Bereich Bildung (Menstruaction, 2022), der Reduzierung von Plastikmüll (zero waste, 2021), dem Pflanzen von Bäumen (2020) und gegen das Bienensterben (BeeAlive, 2019) umgesetzt.

## Geschichte

### International
Die studentischen Unruhen Ende der 60er-Jahre waren für Rotary International Anlass, sich um die Generation der 18- bis 30-Jährigen zu bemühen, um sie für eine Organisation zu werben, die im Gegensatz zur studentischen Protestbewegung den politischen Überzeugungen und Wertvorstellungen von Rotary entspricht.
So entstand Rotaract als eigenständiges Mitglied der rotarischen Weltgemeinschaft. 1968 wurde der erste Rotaract Club in den USA gegründet.
Bereits im selben Jahr folgen Clubs in Mexiko, Italien und Indien.

### Deutschland
Der Rotaract Club Marburg/Lahn wurde 1971 gegründet und ist der älteste noch aktive Rotaract Club in Deutschland. 1968 wurde bereits ein Club in Homburg / Saar gegründet, jedoch 1971 wieder geschlossen. 1973 folgte Mainz, 1974 Gießen, 1975 Trier. Um die Entwicklung von Rotaract in Deutschland zu beschleunigen, beschloss der deutsche Govenorrat, eine Organisation für die Ausbreitung von Rotaract ins Leben zu rufen. Jeder Distrikt erhielt überdies einen Beauftragten für Rotaract. Die Jugenddienstleiter der einzelnen Rotary Clubs wurden beauftragt, die Belange von Rotaract auf Clubebene wahrzunehmen. In der jüngeren Vergangenheit sind die Rotary Clubs zunehmend dazu übergegangen, die Rotaract Clubs durch einen „Beauftragten für Rotaract“ zu betreuen.
Um eine bessere Informationsbereitstellung und -verteilung innerhalb der Clubs und Distrikte zu ermöglichen, wurde 1978 eine Anlauf- und Informationsstelle (AIS) eingerichtet. Als nationales Organ wurde die „Rotaract NEWS“ gegründet. Aufgrund der stark wachsenden Zahl der Clubs und der kaum beherrschbaren Koordination von Information, Terminen und der vielen Nachfragen zur Unterstützung bei Neugründungen wurde auf der Deutschland-Konferenz im April 1989 in Hildesheim die AIS durch eine neue Organisation, den heutigen Deutschlandausschuss (DAS), probeweise abgelöst.
Diese Organisationsform schuf das Amt des Distriktsprechers und der Beauftragten des Deutschlandausschusses. Die neue nationale Struktur von Rotaract Deutschland stieß auf große positive Resonanz und wurde auf der Deutschland-Konferenz in Höchst bei Frankfurt im April 1990 mehrheitlich angenommen. Im Jahr 2004 wurde der Deutschlandausschuss in „Rotaract Deutschland Komitee“ (RDK) umbenannt.
Die Etablierung von Rotary Clubs in den neuen Bundesländern ermöglichte es auch für Rotaract, im östlichen Teil Deutschlands bekannt zu werden und dort in angemessener Zeit noch weitere Rotaract Clubs zu gründen.
Im Jahr 2020 ging aus dem Rotaract Deutschland Komitee der Rotaract Deutschland e. V. hervor und ist die bei Rotary International erkannte Multi-District-Information Organization (M.D.I.O.). Ziel des Rotaract Deutschland e. V. ist die Unterstützung der Rotaract Clubs durch Service-Dienstleistungen sowie als Plattform zum Austausch von Ideen und Projekten.

## Struktur in Deutschland
Die Clubs sind in 15 Distrikten zusammengefasst. Sie wählen jedes Jahr einen Distriktsprecher, der die Kommunikation zwischen den Clubs fördert und den Distrikt im Rotaract Deutschland Komitee (RDK) vertritt.
Das RDK besteht weiterhin aus acht Ressorts, die inhaltliche Themen wie Öffentlichkeitsarbeit, IT-Entwicklung oder Finanzen bearbeiten, und einem Vorsitz-Team, welche die Clubs infrastrukturell unterstützen und informieren.
Darüber hinaus werden mehrere Beisitzer, mit welchen der Vorsitzende Themenschwerpunkte für das Jahr festlegt, bestimmt. Darüber hinaus ist der Rotaract- und Interact Beauftragter des Deutschen Governorrates ist automatisch Teil des RDKs.

## Die Deutschlandkonferenz (DeuKo)
Die jährlich stattfindende DeuKo ist das höchste und einzige nationale beschlussfassende Gremium von Rotaract Deutschland. Bei Abstimmungen über Anträge aus den Ausschüssen, Workshops und aus dem Plenum, sowie bei den Wahlen der Ressorts des RDK hat jeder gegründete deutsche Rotaract Club, der auf der DeuKo anwesend ist, eine Stimme.
Der organisatorische Rahmen der Konferenz wird vom ausrichtenden Rotaract Club gestaltet. Die inhaltliche Gestaltung der DeuKo obliegt dem Rotaract Deutschland Komitee (RDK) und die Konferenzleitung übernimmt der jeweils amtierende RDK-Vorsitz gemeinsam mit einem vom Rotaract Deutschland Komitee gewählten DeuKo-Komitee Vorsitz.
Hauptziel der Deutschland-Konferenz ist der Informations- und Gedankenaustausch der Rotaract-Mitglieder untereinander. Ausschüsse zu den Ressorts des RDK sowie Workshops zu Themen wie Ämtervorbereitung, Öffentlichkeitsarbeit, Projektmanagement, „Was ist Rotaract?“ etc. dienen aber vor allem der Weiterentwicklung von Rotaract.
Im Abschlussplenum am Sonntag wird über die Anträge aus den Ausschüssen und Workshops abgestimmt und das Plenum wählt die Beauftragten und die Bundessozialaktion des kommenden Clubjahres. Der neugewählte Vorsitz und seine Stellvertretung werden wird von den neu gewählten Vertretern seines Gremiums gewählt.

### Austragungsorte Deutschlandkonferenz (seit 1989)
In folgenden Austragungsorten fand die Deutschlandkonferenz statt:
- 1989 in Hildesheim
- 1990 in Höchst
- 1992 in Bielefeld
- 1994 in Bamberg
- 1995 in Karlsruhe
- 1996 in Leipzig
- 1999 in München
- 2000 in Esslingen
- 2001 in Bochum
- 2002 in Hildesheim
- 2003 in Mainz
- 2004 in Burghausen
- 2005 in Berlin
- 2006 in Schwedt/Oder
- 2007 in Mannheim
- 2008 in Lübeck
- 2009 in Kaufbeuren
- 2010 in Paderborn
- 2011 in Hamburg
- 2012 in Darmstadt
- 2013 in Eckernförde
- 2014 in Aachen
- 2015 in Augsburg
- 2016 in Braunschweig
- 2017 in Witten
- 2018 in Köln
- 2019 in München
- 2020 in Chemnitz (Online)
- 2021 in Hannover (Online)
- 2022 in Dortmund (Online)
- 2023 in Konstanz[6]
- 2024 in Hamburg[7]
- 2025 in Berlin

Der letzte Austragungsort für die DeuKo war im März 2025 Berlin. 2026 findet sie in Duisburg statt.

## Fachbeiträge
- Service Clubs: „Qualität zählt mehr als Vitamin B“, Simon Hage im Gespräch mit Dr. Sebastian Gradinger in: manager-magazin.de, 16. November 2006.